# Lawrence Brown
Lawrence Brown (Lawrence, 1907. augusztus 3. – Los Angeles, 1988. szeptember 5.) amerikai harsonás. Leginkább arról ismert, hogy Duke Ellington zenekarának stabil tagja volt. Pályafutása során végig stúdiózenész volt, de saját neve alatt is jelentek meg felvételei.

## Pályafutása
Brown apja metodista prédikátor volt, aki gyakran énekelt prédikációi részeként. Brown édesanyja orgonált és zongorázott. Brown akkor fedezte fel magának a harsonát, amikor apja templomában gondnokoskodott. Azt mondta, azt szeretné, hogy a harsonája úgy szóljon, mintha cselló lenne.
Brown karrierje Charlie Echols trompitás és Paul Howard szaxofonos támogatásával indult el. 1932-ben Brown már kiváló technikai tudással csatlakozott Duke Ellington zenekarához. 1951-ben Brown megvált Ellingtontól, hogy csatlakozzon a Johnny Hodges egykori zenésztársa által vezetett zenekarhoz, ahol 1955-ig maradt. Ezután öt évet a CBS-nél dolgozott. 1960-ban újra csatlakozott Ellingtonhoz, és 1970-ig vele maradt.
Pályafutása alatt Az Ellington Orchestra-ban szólistaként és szekcióvezetőként is foglalkoztatták. Dallamos játéka, valamint gyors technikája ihletően hatott a harsonásokra Tommy Dorseytól Bill Harrisig.
81 éves korában halt meg Los Angelesben.

## Duke Ellington zenekarában
- Side by Side (1959)
- The Nutcracker Suite (1960)
- Paris Blues (United Artists, 1961)
- Piano in the Background (1962)
- Duke Ellington Meets Coleman Hawkins (1963)
- Afro-Bossa (1963)
- The Great Paris Concert (1963, 1973)
- The Symphonic Ellington (1963)
- Ellington '65 (1964)
- Ella at Duke's Place (1966)
- Duke Ellington's Concert of Sacred Music (1966)
- The Popular Duke Ellington (1966)
- Far East Suite (1967)
- Ella and Duke at the Cote D'Azur (1967)
- ...And His Mother Called Him Bill (1968)
- Second Sacred Concert (1968)
- Yale Concert (1968, 1973)
- 70th Birthday Concert (1970)

## Johnny Hodges-szel
- Memories of Ellington (1954)
- Creamy (1955)
- Dance Bash (1955)
- Ellingtonia '56 (1956)
- In a Tender Mood (1956)
- Not So Dukish (1958)
- Johnny Hodges with Billy Strayhorn and the Orchestra (1962)
- Everybody Knows Johnny Hodges (1964)
- Joe's Blues (1965)
- Wings & Things (1965)
- Blue Pyramid (1966)
- Wild Bill Davis & Johnny Hodges in Atlantic City (1967)
- Triple Play (1967)